# Leucilla leuconoides
Leucilla leuconoides är en svampdjursart som först beskrevs av Bidder 1891.  Leucilla leuconoides ingår i släktet Leucilla och familjen Amphoriscidae. Inga underarter finns listade i Catalogue of Life.